# 贝萨妮·英格兰
贝萨妮·英格兰（英語：Bethany England；1994年6月3日—），英格兰女子足球运动员，司职前锋，目前效力于托特纳姆热刺足球俱乐部和英格兰女子足球代表队。她曾代表英格兰参加2022年欧洲女子足球锦标赛和2023年国际足联女子世界杯等多场国际赛事。